# Raju (Film)
Raju ist ein deutsch-indischer Kurzfilm von Max Zähle aus dem Jahr 2010. Er thematisiert den – infolge gutgemeinter Adoptionen aus westlichen Ländern florierenden – illegalen Kinderhandel in Indien. Der Film wurde auf über 150 Festivals weltweit gezeigt und gewann über 40 internationale Preise. Bei den 38. Student Academy Awards („Studentenoscar“) 2011 wurde Raju in der Kategorie Ausländischer Film mit der Bronzemedaille ausgezeichnet. 2012 wurde Raju für den Academy Award (Oscar) in der Kategorie Bester Kurzfilm nominiert.

## Handlung
Das Ehepaar Jan und Sarah Fischer, gespielt von Wotan Wilke Möhring und Julia Richter, reist aus Deutschland nach Kalkutta, um dort ein Waisenkind auszusuchen. Von den deutschen Behörden ist ihnen ein Waisenhaus vor Ort empfohlen worden. Dort wird ihnen der vierjährige, aus einem Slum stammende Junge Raju, gespielt von Krish Gupta, vorgestellt und übergeben. Als das Kind während eines Ausflugs plötzlich verschwindet und die indische Polizei mit ihren Ermittlungen nicht weiterkommt, beginnt Jan selbst eine intensive Suche. Allmählich kommt das Paar dahinter, dass sie nicht wie gedacht zur Lösung eines Problems beitragen, sondern Teil eines Problems sind: Denn das Kind ist kein Waise, sondern wurde seinen leiblichen Eltern weggenommen, um es an gutmeinende, vergleichsweise wohlhabende Eltern in westlichen Ländern zu verkaufen.

## Hintergrund
Raju ist der Abschlussfilm dreier Studenten der Hamburg Media School, Max Zähle, Sin Huh und Stefan Gieren. Die Idee zum Filmthema kam Regisseur Zähle nach dem schweren Erdbeben in Haiti 2010, in dessen Folge zahlreiche zum Teil unseriöse Auslandsadoptionen vermittelt wurden. In einem Interview nannte er als expliziten Auslöser das Vorgehen einer christlichen amerikanischen Organisation, das seinerzeit durch die Medien ging.
Die ersten Kontakte nach Indien vermittelten Professorin Insa Sjurts und Hubertus Meyer-Burckhardt im Rahmen einer seit 2010 bestehenden Kooperation der Hamburg Media School mit der Filmhochschule Roopkala Kendro in Kalkutta. Die Entstehung des Films begleitete Professor Richard Reitinger, Studiengangsleiter Film der Hamburg Media School. Bei den Sachrecherchen wurde das Team unterstützt von der Kinderhilfsorganisation terre des hommes. Finanzielle Hilfe erhielt das Studienprojekt durch die Filmförderung Hamburg Schleswig-Holstein. Es wurde mit sehr geringem Budget realisiert. Die beiden deutschen Hauptdarsteller, die aufgrund des Drehbuchentwurfs zusagten, sowie die meisten Mitarbeiter verzichteten auf eine Gage.
Gut zwei Monate lang war das zehn deutsche Mitglieder umfassende Team dann vor Ort in Kalkutta, unterstützt von einer rund 50 Personen zählenden indischen Crew. Es tauchten diverse Schwierigkeiten auf, wie Monsunregenzeit, kulturelle Unterschiede, Probleme mit lokalen Behörden und dem Equipment, die gewisse Improvisation erforderten. Zu den zehn reinen Drehtagen wurden die beiden Hauptdarsteller erst am Vortag eingeflogen. Während der Dreharbeiten wurde das Filmteam von zwei Journalisten der Zeitung The Times of India begleitet. Diese recherchierten anschließend verdeckt weiter und veröffentlichten eine Reportage, die in Indien zu politischen Konsequenzen führte. Zwei unseriöse Kinderheime wurden geschlossen und Politiker standen vor dem Rücktritt. Als Konsequenz aus der Problematik Kinderhandel gründete die Filmcrew auf Initiative des Szenenbildners im Team, Hans Tillmann, in Kalkutta selbst eine Hilfsorganisation, „We help children in Kolkata“, die die Ausbildung von Slum-Kindern im Land unterstützt, ohne sie aus ihrer Kultur zu reißen. Deren Markenbotschafterin ist die im Film mitwirkende Schauspielerin Taranjit Kaur aus Kalkutta.
Gedreht wurde der Super-16-Film mit einer Arriflex-Kamera per CinemaScope-Verfahren im Formatverhältnis 1:2,35. Der 2K-Scan wurde ausbelichtet auf 35 mm.
Der Arbeitstitel des Films lautete Kolkata, als endgültiger Titel war zunächst City of Joy (wie der gleichnamige Film von Roland Joffé aus dem Jahr 1992) in Überlegung.

## Auszeichnungen, Nominierungen und Aufführungen (Auswahl)
- Best Foreign Film beim LA Shorts Fest 2011 Kurzfilmwettbewerb, Los Angeles/USA
- 3. Preis beim 2. Lions International Kurzfilmwettbewerb 2011, Istanbul/Türkei
- Beste Produktion für Stefan Gieren beim Studio Hamburg Nachwuchspreis 2011
- Produzentenpreis für Stefan Gieren beim Sehsüchte-Filmfestival 2011, Potsdam/Deutschland
- 2. Preis beim International Film and Video Festival 2011, Athens, Ohio/USA
- Spezialpreis der Jury sowie Zuschauerpreis beim 20. Shortsfest 2011, Aspen/USA
- Bronze in der Kategorie Auslandsfilm bei den Student Academy Awards („Studentenoscar“), Beverly Hills/USA; Verleihung am 11. Juni 2011 im Samuel Goldwyn Theater[8]
- European Short Film Competition, Premio del público 2011 Festival de Cine de Alcalá de Henares (Spain)

Die Erstaufführung des Films war am 20. Januar 2011 beim Kurzfilmwettbewerb des 32. Filmfestivals Max-Ophüls-Preis in Saarbrücken. Gezeigt wurde er außerdem im Short Film Corner der 64. Filmfestspiele von Cannes 2011 sowie bei zahlreichen weiteren in- und ausländischen Festivals, darunter im Januar 2012 am Sundance Film Festival. 2011 wurde Raju nominiert für den First Steps, erhielt die Auszeichnung letztlich jedoch nicht.
Im Dezember 2011 schaffte es der Film – als einer von 10 unter insgesamt 107 Einreichungen in der Sparte Live Action Shorts (nicht animierte Kurzfilme) – in die engere Auswahl für die Nominierungen zum Besten Kurzfilm bei der Oscarverleihung 2012. Am 24. Januar 2012 nominierte die AMPAS den Film als einen von fünf Kandidaten für diesen Oscar. Letztendlich musste sich Raju aber seinem irischen Mitbewerber The Shore geschlagen geben.